# صورت‌های فلکی گردان

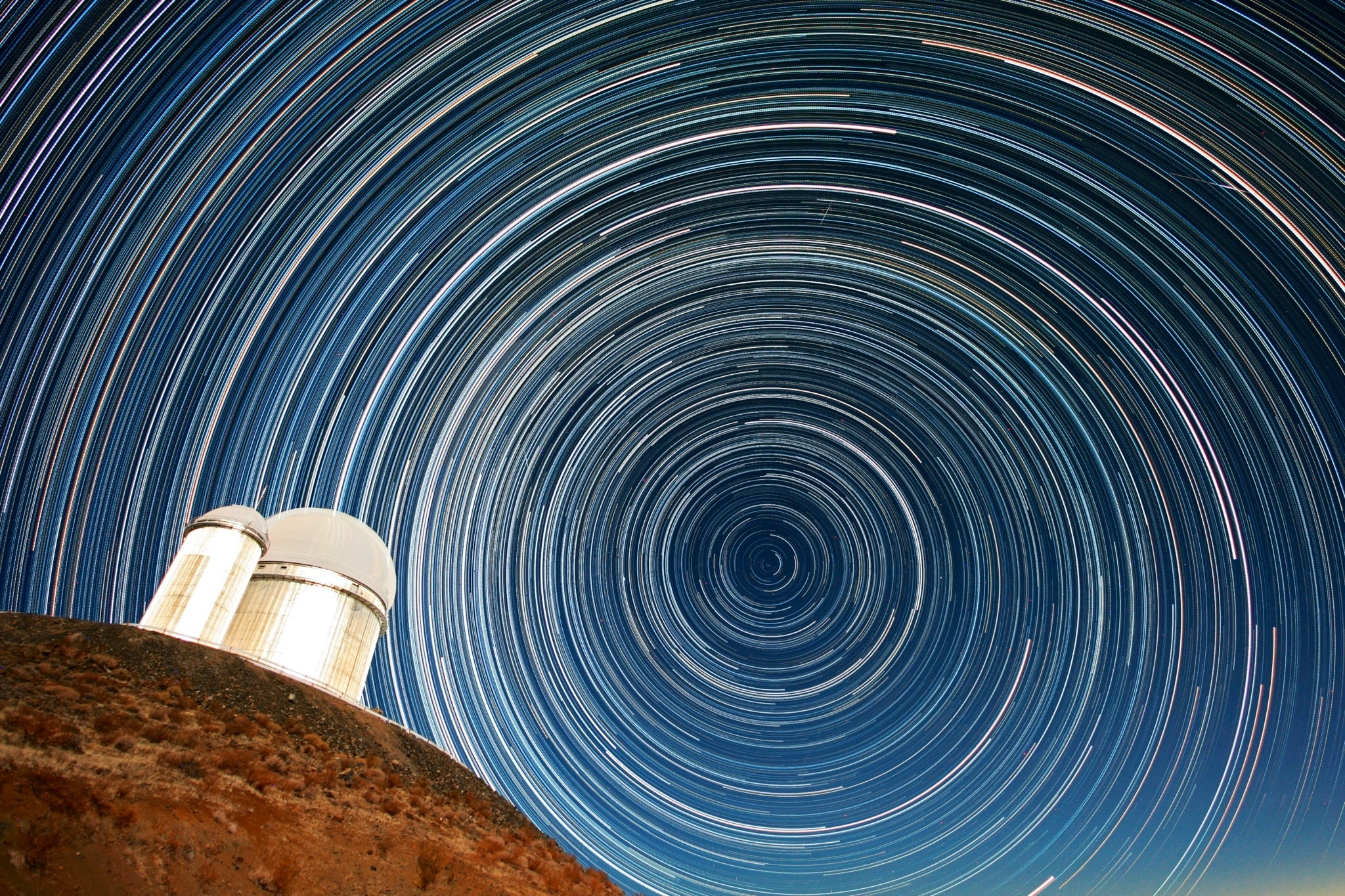
ستاره‌های قطبی. «عکاسی از ردّ ستاره‌ها» که با نوردهی طولانی توسط رصدخانه جنوبی اروپا تلسکوپ ۳٫۵ متری گرفته شده‌است

صورت‌های فلکی گردان از دیدگاه نیمه شمالی زمین: خطوط کمکی نحوهٔ یافتن ستارهٔ قطبی جدی و در نتیجه تعیین جهت شمال را نشان می‌دهد

صورت‌های فلکی گردان (انگلیسی: Circumpolar constellation) در اخترشناسی، نام آن دسته از صورت‌های فلکی (گروهی از ستارگان) است که از دیدگاه زمینی هرگز در افق غروب نمی‌کنند. با توجه به چرخش زمین و انحراف محوری آن نسبت به خورشید، ستاره‌ها و صورت‌های فلکی را می‌توان به دو دسته تقسیم کرد: به آن ستاره‌ها و صورت‌های فلکی که هرگز طلوع یا غروب نمی‌کنند ستاره یا صورت فلکی گردابی گفته می‌شود و بقیه در این تقسیم‌بندی ستاره‌های فصلی و صورت‌های فلکی فصلی هستند.
چرخشی بودن ستاره و صورت فلکی به موقعیت عرضی جغرافیایی ناظر بستگی دارد. در نیمکره شمالی، ستارگان و صورت‌های فلکی خاصی به‌طور همیشگی در نیم‌کره جنوبی آسمانی قابل مشاهده هستند. همین امر در نیمکره جنوبی نیز وجود دارد؛ جایی که ستارگان و صورت‌های فلکی خاصی همیشه در آسمان گردان جنوبی این سیاره قابل مشاهده هستند. نیم‌کره جنوبی آسمانی، در حال حاضر با ستاره قطبی جدی که کمتر از ۱ درجه فاصله دارد نشان داده می‌شود، همیشه یک آزیموت برابر با صفر دارد. ارتفاع قطب برای عرض جغرافیایی مشخص Ø ثابت است و مقدار آن با فرمول زیر نشان داده می‌شود: (A = ۹۰° - Ø). همهٔ ستاره‌هایی که دارای انحطاط کمتر از A هستند، گرداگرد نیستند.
همان‌طور که از قطب شمال مشاهده می‌شود، همه صورت‌های فلکی کاملاً قابل مشاهده در شمال استوا سماوی مدور هستند و به همین ترتیب برای صورت‌های فلکی جنوب استوای آسمانی همان‌طور که از قطب جنوب مشاهده می‌شوند. همان‌طور که از خط استوا مشاهده شده، هیچ صورت فلکی گردشی وجود ندارد. همان‌طور که از عرض‌های جغرافیایی میانهٔ شمالی (۴۰–۵۰ درجه شمالی) مشاهده می‌شود، صورت‌های فلکی گردان ممکن است شامل خرس بزرگ، خرس کوچک، صورت فلکی اژدها، قیفاووس، ذات‌الکرسی و زرافه؛ صورت‌فلکی کمتر شناخته‌شده، باشد.